# 295P/LINEAR
295P/LINEAR, komet Jupiterove obitelji